# Bydgoszcz Jazz Festival
Bydgoszcz Jazz Festiwal – cykliczny festiwal muzyki jazzowej w Bydgoszczy, organizowany przez Stowarzyszenie Jazzowe Eljazz. 

## Charakterystyka
W 1991 r. odbyła się ostatnia w Bydgoszczy edycja Pomorskiej Jesieni Jazzowej (od 1975 r.) organizowanej przez Oddział Północny Polskiego Stowarzyszenia Jazzowego. W 1997 r. Agencja Impresaryjno-Reklamowa „Music Shop” Ryszarda Moczadły reaktywowała imprezę pod nazwą Bydgoski Festiwal Jazzowy. Na uroczystej inauguracji – 15 listopada, na estradzie Filharmonii Pomorskiej pojawili się m.in. Bogdan Ciesielski, Andrzej Przybielski, Jacek Pelc, Krzysztof Herdzin, Grzegorz Nadolny, Zbigniew Namysłowski, Jan Ptaszyn Wróblewski, Piotr Baron, Antoni Dębski, Włodzimierz Nahorny, Piotr Biskupski, Mariusz Bogdanowicz. Gwiazdą Festiwalu w 1998 r. była amerykańska wokalistka i pianistka Karen Edwards. W kolejnych latach kłopoty finansowe i coraz trudniejsza walka o sponsorów osłabiły repertuarowy impet i ograniczyły listę wykonawców. Od 2007 r. głównym organizatorem Festiwalu jest Stowarzyszenie Jazzowe Eljazz. 
Zapraszani artyści reprezentują  różne nurty muzyki jazzowej. W poszczególnych edycjach festiwalu występowali m.in.: Urszula Dudziak, Tomasz Stańko, Włodzimierz Nahorny, Krzysztof Ścierański, Grzegorz Nagórski, Piotr Schmidt oraz przedstawiciele jazzu amerykańskiego tacy jak Billy Harper, Al Foster, Vincent Herring, Pat Martino z Pat Bianchi, Ernie Watts, Bill Evans(saksofonista). 
Koncerty festiwalowe odbywają się na terenie Bydgoszczy, w klubach muzycznych, a także w salach koncertowych, m.in. Filharmonii Pomorskiej.